# ブリーフ

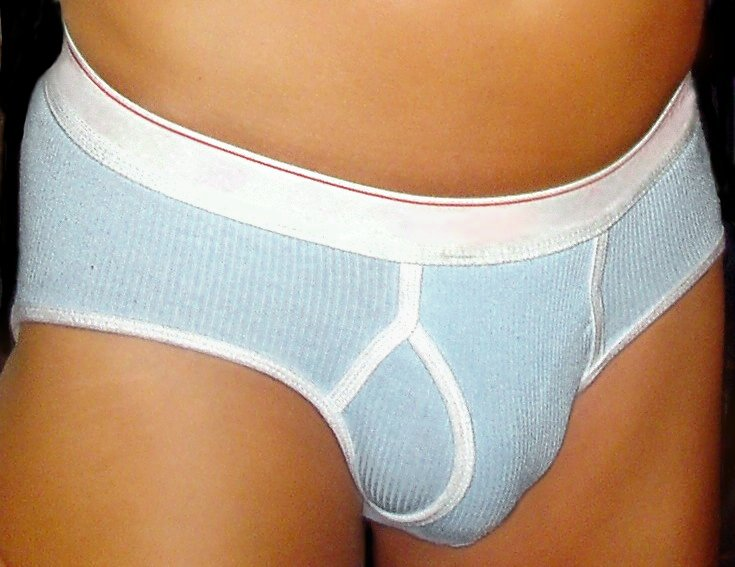
カラーブリーフ

ブリーフ（英: briefs）とは、男性用の下半身の下着の一種である。股下を省略した下着であることから、（衣服が）短いという意味の「ブリーフ」と呼ばれる。多くの場合Y字型をしており、トランクスとは異なって体に密着する下着であり、伸縮性がある綿などの素材が使用される。スポーツ用に特に機能性を重視して作られたものを、サポーター、ジョックストラップ、あるいは、スポーツブリーフと呼ぶ。なお、欧米では女性用の深穿き及び浅穿きのショーツもブリーフと呼ぶ場合がある。

## 来歴
1935年1月19日にシカゴの下着メーカーのクーパーズ社が同地のマーシャルフィールズ百貨店で売り出したのが最初である。販売初日の正午までには600着、翌週には1,200着以上、さらに3か月で30,000着を売り上げる大ヒット商品となった。
クーパーズ社の被服デザイナー、アーサー・ナイブラー（Arthur Kneibler） が前年の1934年にデザインしたもので、それまでの運動用の下着（サポーターや ジョックストラップ）から派生させ、その機能を訴求するために乗馬用の下着から名を取り、ジョッキー（Jockey）という名で販売した。なお、ジョッキーの名前は120カ国以上の国で登録商標として登録されている。
当時の大不況の影響で倒産寸前だったクーパーズ社は、この売れ行きで経営を立て直した。米国ではジョッキーの名前はブリーフの代名詞となる程になり、後にこの商品に肖り、ジョッキー社に社名を変更した。第二次世界大戦後、同社はヘインズ社と並ぶ全米大手男性下着メーカーとなり、1982年には女性下着の製造販売を始めた。1936年にはマンシングウェア社がカンガルーのポケットに似せた水平状の前開きのあるブリーフを発表した。
1938年にイギリスでも、ブリーフ型の下着が売り出され、3,000着が毎週売れるほどまで市場は成長し、1948年のロンドンオリンピックではイギリス代表チームが支給品の1つとして、男性選手にブリーフが1着ずつ配られるほどだった。イギリスでは、ジョッキーという名前ではなく、Yフロント（Y-fronts）として知られている。一方、ドイツ語圏、フランス語圏やスペイン語圏などの欧州大陸では、これに当たるものをスリップと呼ぶ。こちらでは男性用も女性用もスリップということから、女性のショーツ（パンティー）から、ひもパンと呼ばれるものまですべてスリップになるので、ブリーフは、「男性用スリップ」と呼ぶ。
ナイロンやレーヨンなどの合成繊維の開発や立体裁断などの縫製技術も進歩したことから、下着に防縮加工が行われたり、1960年頃には伸縮性を持つスパンデックスの生地がブリーフにも導入されるようになり、その後のビキニブリーフの登場につながった。Y字型でないブリーフとしては、トランクスに似た形状のボクサーブリーフ、三角形で女性のビキニショーツに似たビキニブリーフがある。
日本国内においては、1950年代中頃（昭和30年代）より登場し、流行に敏感な青年層を中心に爆発的に浸透した。その身体に沿った斬新なデザインとこれまでの下着にはなかった穿き心地や機能性から、若年層を中心に、それまでの既存の男性下着（トランクス、猿股、褌）を駆逐した。その後、カラーブリーフ、ビキニブリーフ等の派生商品も登場し、1970年代には全盛期を迎えた。グンゼのYGブランドは同社のプレスリリースによると1967年に誕生している。

### 1980年代
1980年代中頃から青年層を中心にトランクス着用者が増加し始めた。これは「メーカーがトランクスの普及に力を入れたこと」、「ブリーフのデザインがより過激化して、前開きもない窮屈感を覚えるようなスーパービキニまで行き着いてしまい、逆に、よりリラックスした下着が求められるような環境になったこと」、「スポーツの普及により、人前で着替える機会が増加して下着姿を他人の目に晒す機会が増えて他者との差別化が求められたこと」、「ブリーフの着用が幼年層から老年層まで満遍なく普及して、下着を自分で選ぶ購買力を持った流行に敏感な青年層が他の世代との差別化を求め始めたこと」、「ズボンを穿いた時に下着の線が露出しないこと」、「女性の発言力が増して、女性からの視点で下着選びの選択肢が増えたこと」、「トランクスがブリーフと違い、下着然と見えにくく部屋着として使用できること」などから、これまでの男性下着として画一化したブリーフとの差別化を進める上でトランクスが普及し始めた環境となっていた。
また、1981年6月17日に起きた深川通り魔殺人事件で、猿轡をされ、ブリーフにハイソックス姿で後ろ手に手錠を這わされて連行される犯人の様子が新聞の一面で報道され、世間の耳目を集めたことで、日本でのブリーフ人気に終止符を打った。BVD社のブリーフは特徴のあるデザインで当時の人気ブランドとなっていたが、雑誌の記事や投稿欄ではこの事件について溢れ、ブリーフ姿で連行される姿が異様に見えて、自分のブリーフ姿をオーバーラップさせて、その嫌悪感からカラーブリーフやビキニブリーフ、トランクスに変える人が増えたとの報道も流れた。

### 1990年代～現在
深川事件と同年、アメリカのブランドカルバン・クラインがアンダーウェア事業を開始し、映画『バック・トゥ・ザ・フューチャー』の主人公・マーティ（マイケル・J・フォックス）が着用していた同社のボクサーブリーフが、映画の大ヒットにて一躍有名となる。後年グンゼがカルバン・クラインのライセンスを取得し、1998年には、グンゼが日本人の体型に合わせたオリジナルブランドのボクサーブリーフを販売したことや、男性用下着に女性有名人を広告モデルにした話題なども相成り、トランクスに代替し、次第にボクサーブリーフが時代の主流となる。
その一方で、子供には衛生面の理由から白ブリーフを推奨されていたこともあり、一部の自治体にて小中学生が体育の授業で『トランクスの下着では陰部が見える』との理由で、小中学生にブリーフの着用を勧める活動が組織的に行われるようになる。また、
2000年代前半には、東京都足立区の一部の小中学校で性教育の一環として行われた小中学生の下着指導から広まった。
2022年のグンゼによる調査では、ボクサーブリーフが43％、トランクスが28％、ニットトランクスが15％、ブリーフが14％の割合となっており、2023年地点、ブリーフの生産量は全盛期の4分の1となっている。

## 種類

### 白ブリーフ

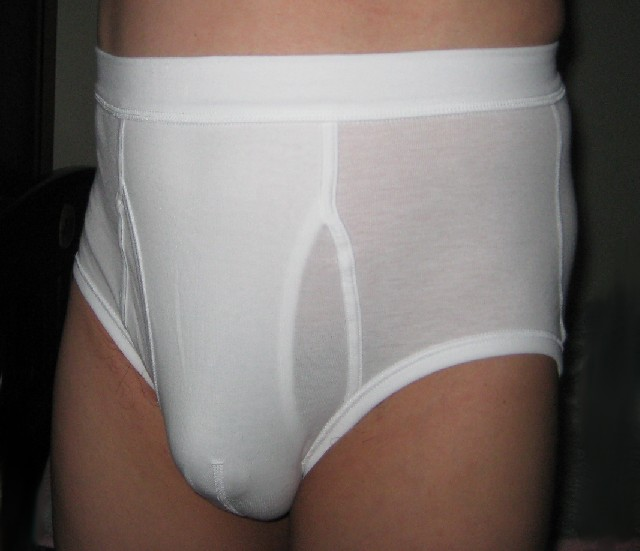
シャルレのスタンダード・ブリーフ

名前の通り生地が白いことから名付けられた。正式な商品名として使用されることはめったにない。アメリカ合衆国ではブリーフを俗語で "tighty-whiteys" とも呼び、白色がブリーフの標準色だった。元々ブリーフといえば白ブリーフを指すことが多く、メーカーの生産も白色が主力商品としていた。これは、清潔感を求められる下着は汚れがすぐ判るよう白色とする社会的暗黙知が存在していたからである。時代が下着にファッション性を求めるようになったことから、画一化された白ブリーフ離れが始まるようになった。大手男性下着メーカーのグンゼが1985年より男児用トランクスの出荷を始め、下着の種類が多様化したことでYGブランドを開始した時のようなブリーフの積極的な販促活動は行われなくなった。
トランクス等のカラフルな下着が普及するようになると、日本の多くの若い女性の間では白ブリーフは母親が息子に買い与える下着として、白ブリーフを着用する男性は「性的に未熟」であるとの偏見が広まってしまった。このため白ブリーフは自らの下着を自分で選択できない性的に成熟しない人であり「童貞」などステレオタイプなイメージを与えてしまうことや、ファッション感性のない中高年のような存在として侮蔑の意味を持つように思われるようになったこと、また先述の深川通り魔殺人事件の悪印象から、若い男性の間では白ブリーフ離れが著しくなった
。
中高生になると、「ブリーフは父親が履くもの」という反抗期ゆえの抗いや、同級生の目を気にする恥じらいからトランクスに移行しがちであり、それもブリーフ離れに拍車を掛けている。
しかし一定の愛好者も存在し、東日本大震災の発生した2011年には、週刊ポストが『節電の影響もあり男性用白いブリーフの需要が徐々に増加中』なる見出しの記事を掲載している。同誌によると、「見た目の涼やかさ」「薄い色のパンツでも透けない」などの機能性から夏季限定にて人気を得たという。またこの年、衣料品チェーン店「ファッションセンターしまむら」では、白ブリーフが前年比10％増の隠れヒット商品となっており、担当者は、『業界が合成繊維一辺倒になった余波』と推測し、綿肌着ならではの優しい肌触りに、おもに中高年男性が愛好する傾向が見られている。

### カラーブリーフ
第二次世界大戦中、前線に送られた兵士用の下着として、洗濯物を干す際に敵からのカモフラージュでオリーブ色のブリーフが製造されたが、一般に商用化されたのは1950年にジョッキー社がマーケティング手法として、それまで白色のみのブリーフのカラー化戦略を打ち出し、下着のファッション化の販促キャンペーンを行ったことから始まった。
従来のものとはスタイルなどが大きく異なることはなく、生地が青や灰色や緑などのカラーであることと、そのため汚れていても汚れが目立たないことが特徴であり、日本ではブリーフが登場した頃より存在していた。当時の社会では、まだ下着は白色との意識が強く、広く普及するまでには至らなかった。
1970年代末頃よりビキニブリーフなどが登場し、下着にも実用性からファッション性が加味されるにつれて大胆な色彩を用いたブリーフなども多く登場するようになり、市場で容認されるまでに至った。

## ブリチラ
パンチラの俗語と同様ブリチラなる俗語が誕生している。